# Bacurau-do-são-francisco
Noitibó-baiano ou bacurau-do-são-francisco (Nyctiprogne vielliardi) é uma espécie de ave da família Caprimulgidae.
É endémica do Brasil.
Os seus habitats naturais são: savanas áridas.
Está ameaçada por perda de habitat.